# Primera División 1922 (Uruguay)
Het seizoen 1922 van de Primera División was het 22e seizoen van de hoogste Uruguayaanse voetbalcompetitie, georganiseerd door de Asociación Uruguaya de Football. De Primera División was een amateurcompetitie, pas vanaf 1932 werd het een professionele competitie.

## Teams
Er namen twaalf ploegen deel aan de Primera División tijdens het seizoen 1922. Elf ploegen wisten zich vorig seizoen te handhaven en Rampla Juniors FC promoveerde vanuit de Divisional Intermedia. Zij kwamen in de plaats van het gedegradeerde Reformers FC.
| Club                      | Stad       | Stadion                | Vorig seizoen |
| ------------------------- | ---------- | ---------------------- | ------------- |
| Belgrano FC               | Montevideo | Onbekend               | 5e            |
| Central FC                | Montevideo | Parque Ricci           | 8e            |
| Charley FC                | Montevideo | Onbekend               | 9e            |
| Dublin FC                 | Montevideo | Onbekend               | 11e           |
| CA Lito                   | Montevideo | Onbekend               | 6e            |
| Liverpool FC              | Montevideo | Onbekend               | 7e            |
| Montevideo Wanderers FC   | Montevideo | Estadio Belvedere      | 4e            |
| Club Nacional de Football | Montevideo | Gran Parque Central    | 2e            |
| CA Peñarol                | Montevideo | Estadio de los Pocitos | 1e            |
| Rampla Juniors FC         | Montevideo | Onbekend               | 1e (Int.)     |
| Universal FC              | Montevideo | Parque Salvo           | 3e            |
| Uruguay Onward FC         | Montevideo | Onbekend               | 10e           |

## Competitie-opzet
Alle deelnemende clubs speelden tweemaal tegen elkaar (thuis en uit). De ploeg met de meeste punten werd kampioen.
De titelstrijd dit seizoen werd overschaduwd door het zogeheten schisma van het Uruguayaanse voetbal, waardoor titelverdediger CA Peñarol en Central FC tijdens het seizoen uit de competitie werden gezet. Dit leidde tot de oprichting van een dissidente voetbalbond, de Federación Uruguaya de Football (FUF). Pas in 1927 zouden beide clubs weer meestrijden om de landstitel.
Omdat Peñarol vorig seizoen kampioen was geworden, mochten ze om de Copa Aldao spelen tegen de kampioen van Argentinië. Peñarol wilde deze wedstrijd echter niet spelen tegen CA Huracán, de kampioen van de Argentijnse voetbalbond (AAF), maar tegen Racing Club, dat kampioen was geworden van de competitie die georganiseerd werd door de dissidente AAmF. De Copa Aldao zou uiteindelijk geen doorgang vinden en in september, kort voor de start van het Zuid-Amerikaans kampioenschap, verzocht Peñarol aan de Uruguayaanse voetbalbond (AUF) om tijdens dat toernooi niet tegen Argentinië (vertegenwoordigd door de AAF) te spelen. De AUF ging niet in op het verzoek van Peñarol, waardoor Uruguay uiteindelijk aan het kampioenschap deelnam zonder spelers van de Aurinegros.
Een maand later vroegen Peñarol en Central toestemming om vriendschappelijk te spelen tegen Racing en CA Independiente (dat ook was aangesloten bij de AAmF). De AUF weigerde echter om toestemming te geven, waarop Peñarol en Central dreigden om de Primera División te verlaten als ze niet mochten spelen. Op 12 november vertrokken beide clubs naar Argentinië om tegen Racing en Independiente te spelen. Nog dezelfde dag werden de clubs uit de AUF gezet, waardoor ze niet meer verder konden spelen in de Primera División. Tien dagen later richtten de uitgesloten clubs de FUF op, dat in 1923 begon met het organiseren van hun eigen Uruguayaans kampioenschap.
Op het moment waarop de dissidente clubs werden uitgesloten, waren er nog zes (van de 22) wedstrijden te spelen. Peñarol had op dat moment 27 punten (twaalf gewonnen, drie gelijk en één verloren) en had nog kans om hun titel met succes te verdedigen. Voor de resterende duels van Peñarol en Central werd de overwinning toegekend aan de tegenstander (walk-over). Hierdoor werd de titelstrijd gereduceerd tot een tweestrijd tussen Montevideo Wanderers FC en Club Nacional de Football. Uiteindelijk werd Nacional met één punt voorsprong kampioen van Uruguay. Wanderers werd tweede en nieuwkomer Rampla Juniors FC slaagde er nog in om Peñarol in te halen en de derde plek te behalen.
CA Lito werd vijfde en Belgrano FC, de enige ploeg die van kampioen Nacional wist te winnen, kwam ook nog in het linkerrijtje. Universal FC (achtste) eindigde voor het eerst in zes jaar buiten de top-vier. De rode lantaarn was voor Dublin FC, dat maar een enkele wedstrijd wist te winnen. De expulsie van Peñarol en Central behoedde Dublin echter voor degradatie.

### Kwalificatie voor internationale toernooien
De Copa Aldao, die werd gespeeld tussen de kampioenen van Argentinië en Uruguay, werd (net als vorig seizoen) niet betwist. Hierdoor waren er dit seizoen geen internationale bekers waar Uruguayaanse clubs zich voor kwalificeerden.

### Eindstand
|     | Club                      | Sp. | W  | G | V  | Pnt. | DV | DT | DS  |
| --- | ------------------------- | --- | -- | - | -- | ---- | -- | -- | --- |
| 01. | Club Nacional de Football | 22  | 15 | 6 | 1  | 36   | 48 | 7  | +41 |
| 2.  | Montevideo Wanderers FC   | 22  | 15 | 5 | 2  | 35   | 32 | 9  | +23 |
| 3.  | Rampla Juniors FC         | 22  | 10 | 8 | 4  | 28   | 22 | 37 | –15 |
| 4.  | CA Peñarol                | 22  | 12 | 3 | 7  | 27   | 36 | 7  | +29 |
| 5.  | CA Lito                   | 22  | 8  | 8 | 6  | 24   | 26 | 20 | +6  |
| 6.  | Belgrano FC               | 22  | 8  | 7 | 7  | 23   | 16 | 21 | –5  |
| 7.  | Liverpool FC              | 22  | 7  | 8 | 7  | 22   | 23 | 13 | +10 |
| 8.  | Universal FC              | 22  | 6  | 9 | 7  | 21   | 22 | 21 | +1  |
| 9.  | Central FC                | 22  | 4  | 8 | 10 | 16   | 22 | 15 | +7  |
| 10. | Uruguay Onward FC         | 22  | 4  | 7 | 11 | 15   | 16 | 29 | –13 |
| 11. | Charley FC                | 22  | 3  | 4 | 15 | 10   | 11 | 45 | –34 |
| 12. | Dublin FC                 | 22  | 1  | 3 | 18 | 5    | 5  | 55 | –50 |

### Legenda
| Kleur | Resultaat               |
| ----- | ----------------------- |
|       | Uit de competitie gezet |

| Winnaar Primera División 1922      |
| ---------------------------------- |
| Club Nacional de Football 9e titel |

#### Topscorer
De topscorerstitel ging naar Ángel Romano van landskampioen Nacional met twaalf doelpunten.
| №  | Speler       | Club(s)                   | Goals |
| -- | ------------ | ------------------------- | ----- |
| 1. | Ángel Romano | Club Nacional de Football | 12    |

1900 · 1901 · 1902 · 1903 · 1904 · 1905 · 1906 · 1907 · 1908 · 1909 · 1910 · 1911 · 1912 · 1913 · 1914 · 1915 · 1916 · 1917 · 1918 · 1919 · 1920 · 1921 · 1922 · 1923 · 1924 · 1925 · 1926 · 1927 · 1928 · 1929 · 1930 · 1931 · 1932 · 1933 · 1934 · 1935 · 1936 · 1937 · 1938 · 1939 · 1940 · 1941 · 1942 · 1943 · 1944 · 1945 · 1946 · 1947 · 1948 · 1949 · 1950 · 1951 · 1952 · 1953 · 1954 · 1955 · 1956 · 1957 · 1958 · 1959 · 1960 · 1961 · 1962 · 1963 · 1964 · 1965 · 1966 · 1967 · 1968 · 1969 · 1970 · 1971 · 1972 · 1973 · 1974 · 1975 · 1976 · 1977 · 1978 · 1979 · 1980 · 1981 · 1982 · 1983 · 1984 · 1985 · 1986 · 1987 · 1988 · 1989 · 1990 · 1991 · 1992 · 1993 · 1994 · 1995 · 1996 · 1997 · 1998 · 1999 · 2000 · 2001 · 2002 · 2003 ·  2004 · 2005 · 2005/06 · 2006/07 · 2007/08 · 2008/09 · 2009/10 · 2010/11 ·  2011/12 · 2012/13 · 2013/14 · 2014/15 · 2015/16 · 2016 · 2017 · 2018 · 2019 · 2020 · 2021 · 2022 · 2023